# City of God (album)
City Of God è il terzo album da solista del rapper tedesco Godsilla. Fu pubblicato il 26 ottobre del 2007.

## Tracce
1. Das Wunder vom Block – 2:56
2. Godsilla – 2:44
3. City of God – 3:30
4. Ruf die Bullen (feat. Bass Sultan Hengzt) – 4:02
5. Schlaraffenland – 4:12
6. Pass auf dich auf (feat. Joka) – 3:49
7. Bis zum letzten Tag – 3:00
8. Loyalität – 4:06
9. Niemals (feat. Bass Sultan Hengzt) – 3:17
10. Deine Tränen – 3:31
11. Albträume (feat. Amir) – 3:04
12. Kinder der Strasse (feat. Asek) – 3:26
13. Südberlin Maskulin (feat. Fler) – 3:36
14. Gift und Galle (feat. Alpa Gun & Snaga) – 3:02
15. Blockchef – 3:21
16. Ich vermiss dich (feat. Bintia) – 3:23
17. Viel zu wenig (feat. Sera Finale) – 3:32
18. Es ist hart – 3:09
19. Outro – 2:37